# Bisbat de Sion
El bisbat de Sion - Bistum Sitten (alemany), Évêché de Sion (francès), Dioecesis Sedunensis (llatí)- és una seu de l'Església Catòlica a Suïssa, immediatament subjecta a la Santa Seu. Al 2014 tenia 247.700 batejats sobre una població de 322.000 habitants. Des del 2014 està regida pel bisbe Jean-Marie Lovey, C.R.B..

## Territori

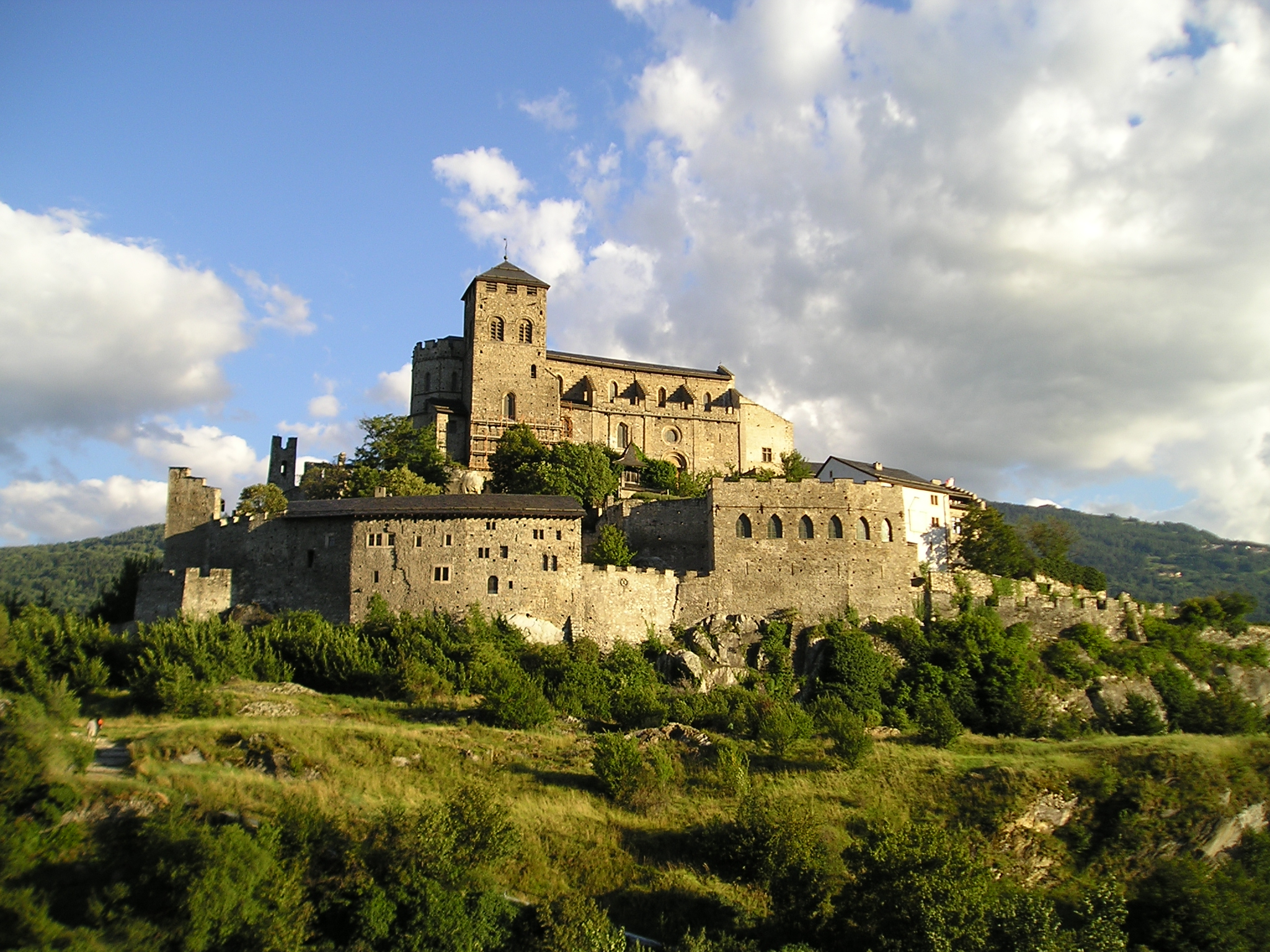
La basílica Notre-Dame de Valère

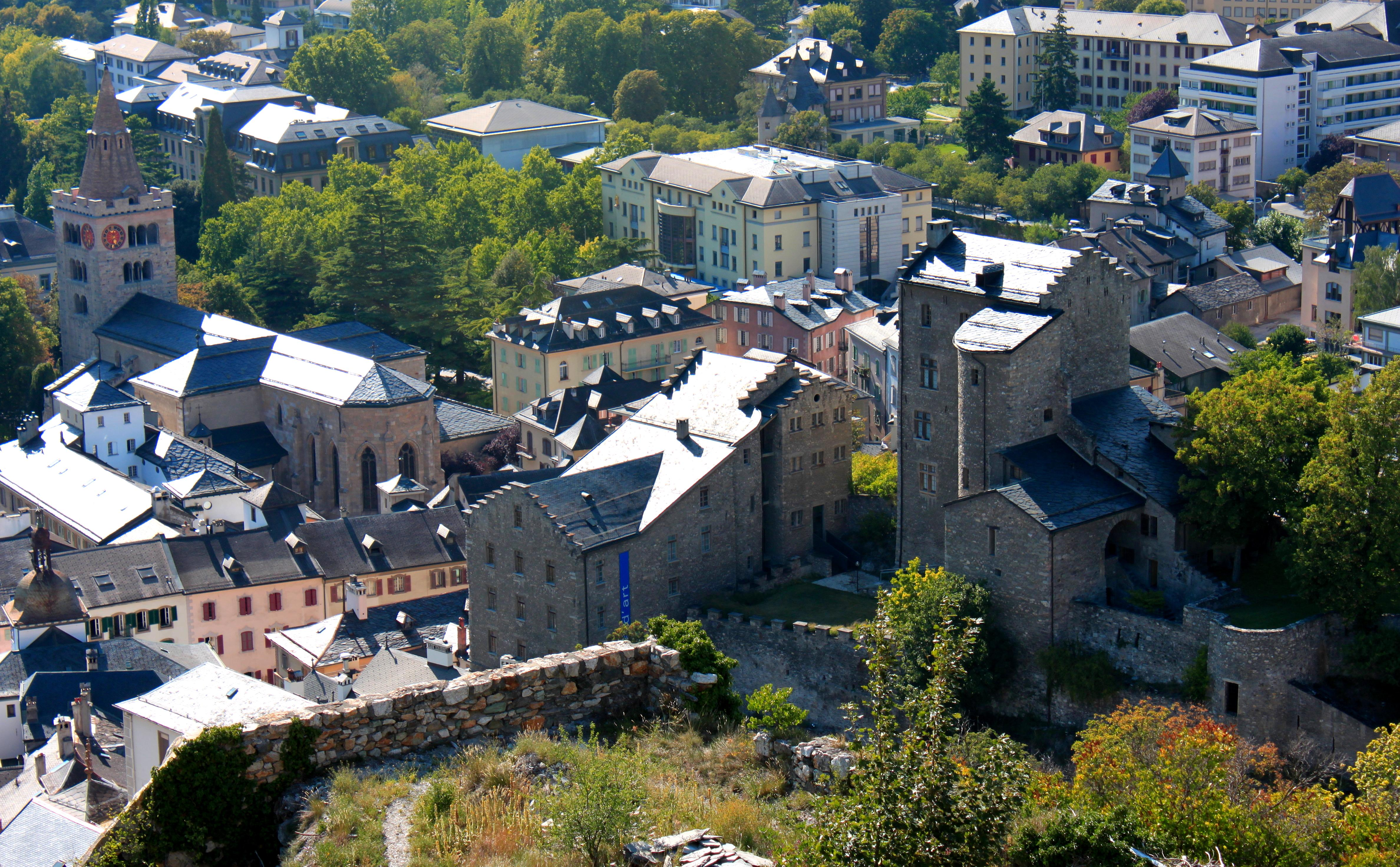
EIl castell de la Majorie, que fou residència dels bisbes de Sion des del 1373 al 1788

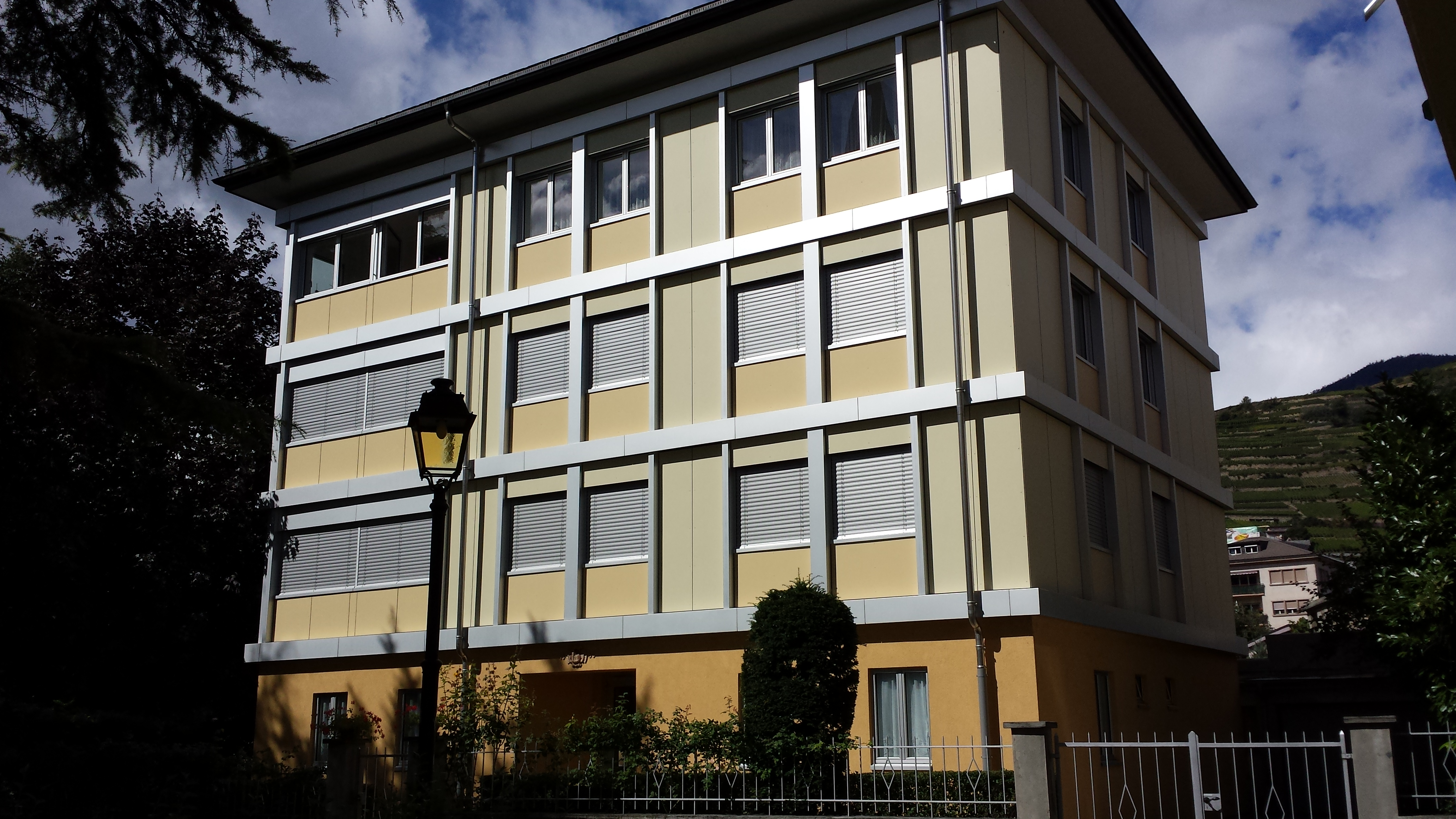
L'actual seu que allotja els arxius del capítol de la catedral de Sion

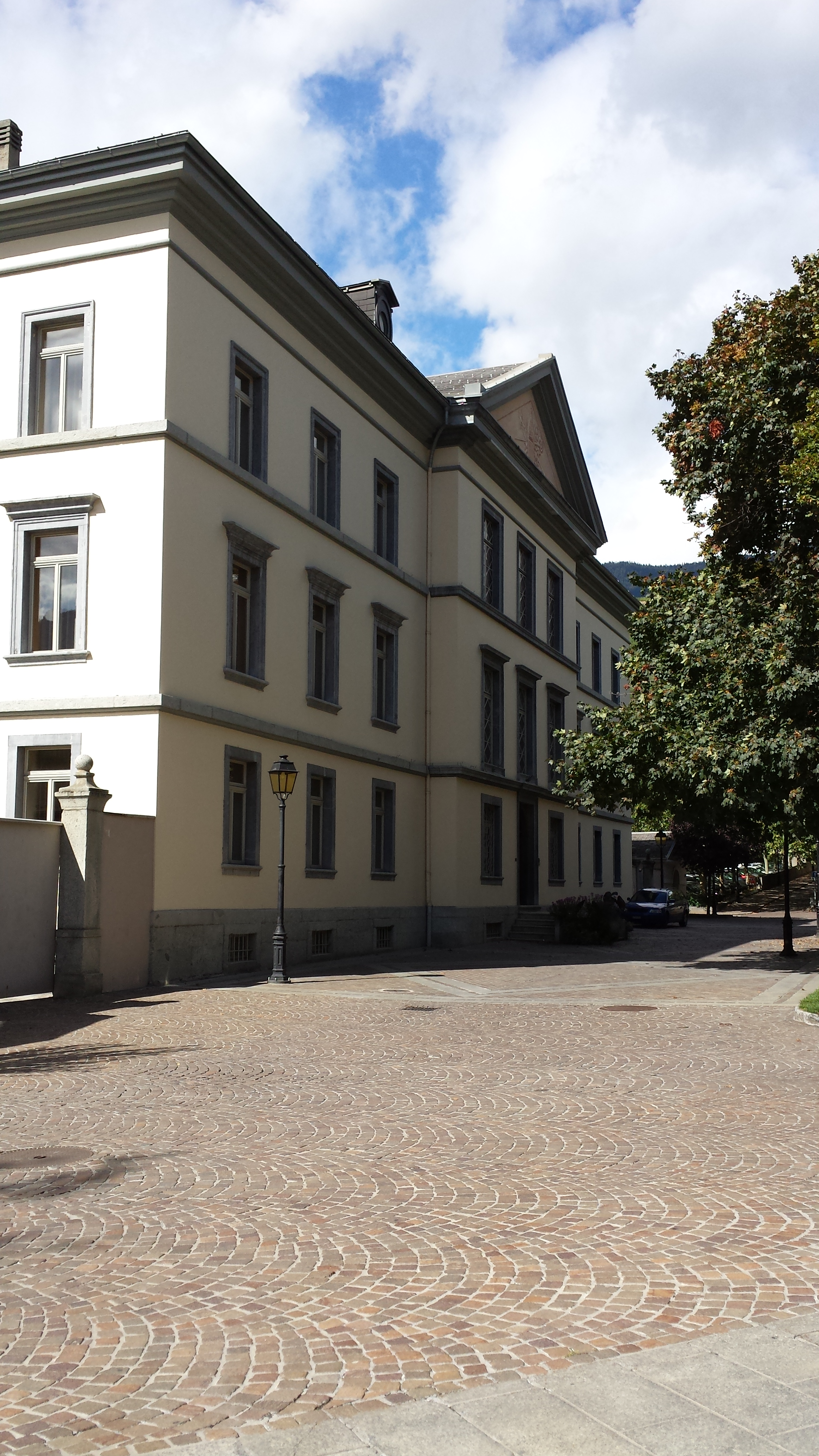
El palau episcopal de Sion.

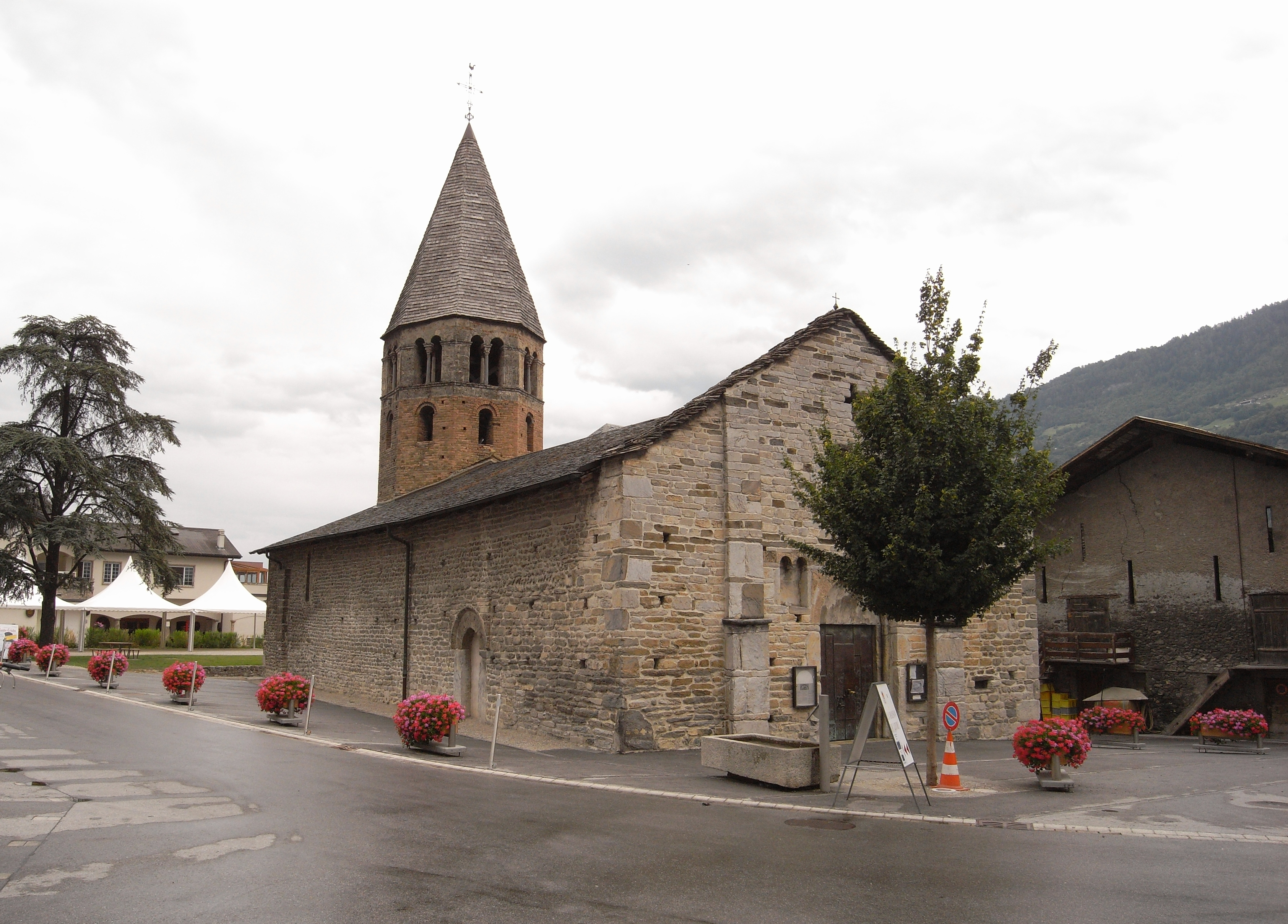
L'església romànica de Saint-Pierre-de-Clages, al comú de Chamoson

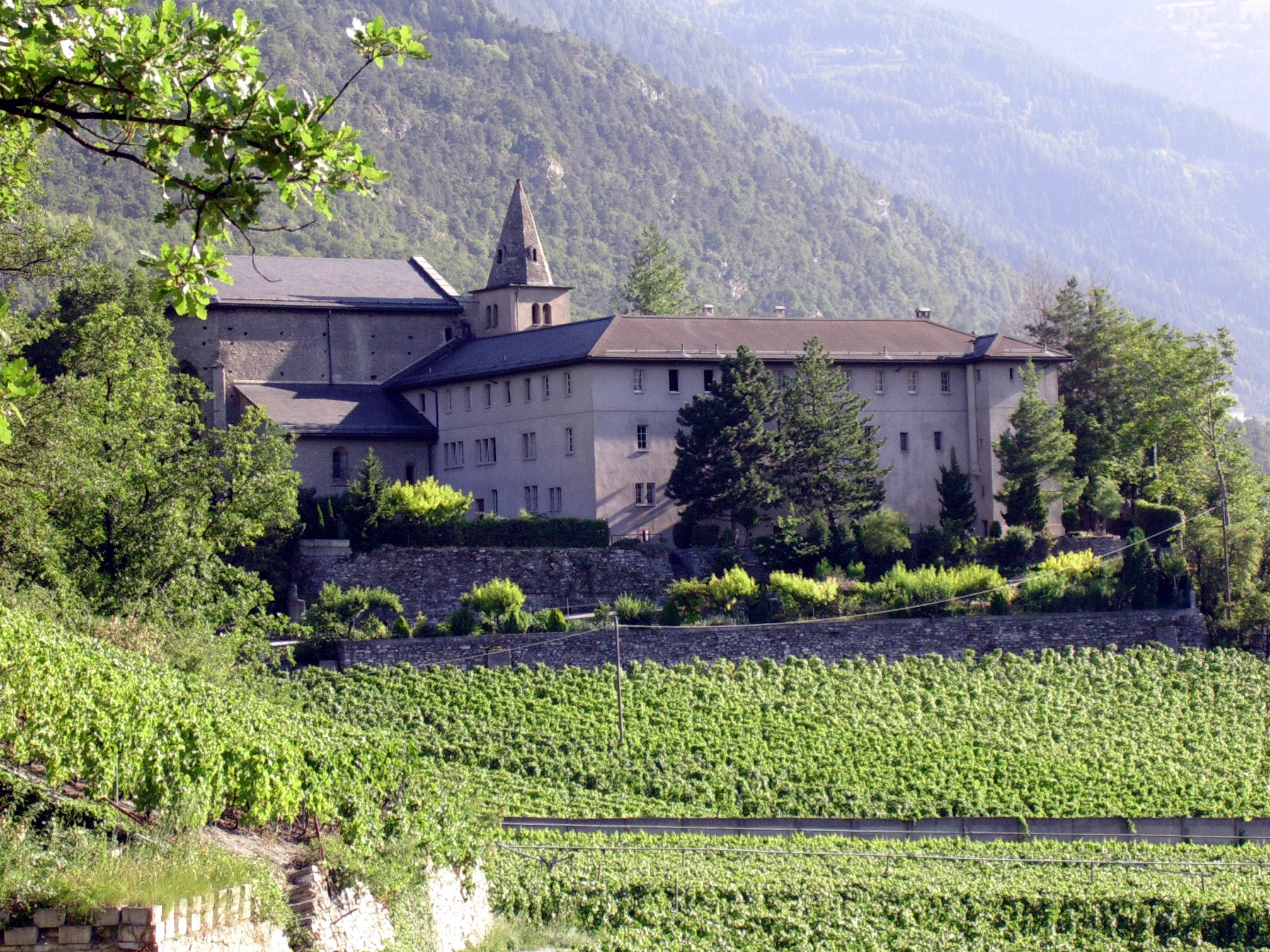
El convent de Géronde, que allotjà el seminari de la diòcesi abans del la revolució francesa.

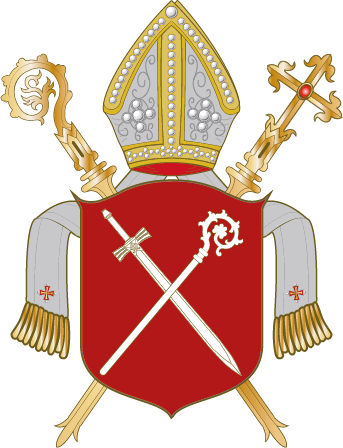
L'escut de la diòcesi

La diòcesi comprèn gairebé íntegrament el cantó de Valais, a Suïssa. En són exclosos els territoris de competència de l'abadia d'Agaunum i la part suïssa de la parròquia de Saint-Gingolph, que pertany a la diòcesi d'Annecy. Forma part de la diòcesi també part del districte d'Aigle, al cantó Vaud. La seu episcopal és la ciutat de Sion (Suïssa), on es troba la catedral de la Mare de Déu de Sion.
El territori s'estén sobre 5.589 km², i està dividit en 157 parròquies, agrupades en 12 vicariats i 35 sectors pastorals:
| Sector pastoral           | Deganat         | Llengua | Cantó  |
| ------------------------- | --------------- | ------- | ------ |
| Obergoms                  | Ernenle         | alemany | Valais |
| Untergoms                 | Ernen           | alemany | Valais |
| Mörel                     | Brigue (Brig)   | alemany | Valais |
| Brigue (Brig)             | Brigue (Brig)   | alemany | Valais |
| Simplon                   | Brigue (Brig)   | alemany | Valais |
| Viège (Visp)              | Viège (Visp)    | alemany | Valais |
| Stalden                   | Viège (Visp)    | alemany | Valais |
| St. Niklaus               | Viège (Visp)    | alemany | Valais |
| Saastal                   | Viège (Visp)    | alemany | Valais |
| Zenmatt                   | Viège (Visp)    | alemany | Valais |
| Löschental                | Rarogne (Raron) | alemany | Valais |
| Rarogne (Raron)           | Rarogne (Raron) | alemany | Valais |
| Schattenberge             | Rarogne (Raron) | alemany | Valais |
| Leukenbad                 | Loèche (Leuk)   | alemany | Valais |
| Loèche (Leuk)             | Loèche (Leuk)   | alemany | Valais |
| Turtmann                  | Loèche (Leuk)   | alemany | Valais |
| Noble et louable contrées | Sierre          | francès | Valais |
| Sierre ville              | Sierre          | francès | Valais |
| Sierre plaine             | Sierre          | francès | Valais |
| Anniviers                 | Sierre          | francès | Valais |
| Sion                      | Sion            | francès | Valais |
| Rive droite               | Vex             | francès | Valais |
| Hérens                    | Vex             | francès | Valais |
| Nendaz                    | Vex             | francès | Valais |
| Coteaux du soleil         | Ardon           | francès | Valais |
| Deux Rives                | Ardon           | francès | Valais |
| Bagnes                    | Martigny        | francès | Valais |
| Entremont                 | Martigny        | francès | Valais |
| Martigny                  | Martigny        | francès | Valais |
| Saint-Maurice             | Monthey         | francès | Valais |
| Haut-Lac                  | Monthey         | francès | Valais |
| Monthey                   | Monthey         | francès | Valais |
| Illiez                    | Monthey         | francès | Valais |
| Aigle                     | Aigle           | francès | Vaud   |
| Loèche ouest (Leuk West)  | Loèche (Leuk)   | alemany | Valais |

## Història

### Inicis
La Diòcesi de Valais apareix documentada per primera vegada en la segona meitat del segle iv. Es va originar a l'antiga diòcesi d'Octodurus avui Martigny (Suïssa), qui va assumir el nom de Forum Claudii Vallensium quan Roma va conquistar aquesta terra i va fer una civitas de la província dels Alps Penins.
El primer bisbe autènticament històric va ser Sant Teodor/Theodolus (mort en 391), que va estar present al Consell d'Aquileia del 381 i de Milà el 390. Va fundar l'abadia de Saint-Maurice, amb una petita església en honor de Maurici d'Agaunum, martiritzat allà vers el 300, quan es va unir als ermitans locals en una vida comuna, començant així l'Abadia de Saint-Maurice, la més antiga al nord dels Alps. Theodore va reconstruir l'església de Sion, que havia estat destruïda per l'emperador Maximí II a principis del segle iv. Al principi, la nova diòcesi era sufragània de l'Arxidiòcesi de Viena; més tard es va convertir en sufragània de Tarentaise.
El 589 el bisbe, Sant Heliodor va traslladar la seu a Sion, deixant aquella seu a baixa altitud i propensa a les inundacions d'Octodurum, on el Drance s'uneix al Roina. El primer bisbe amb el títol Sedunensis és Heliodor, que va ser representat en el Concili de Macon al 585 per missus Eliodori episcopi a Seduni. Hi ha incertesa pel que fa a les raons que van portar als bisbes a traslladar la seu de la diòcesi: les hipòtesis més probables o les invasions dels llombards o problemes de proximitat i la rivalitat amb els abats d'Agaunum. Encara que amb freqüència els primers bisbes també van ser abats de Saint-Maurice, la comunitat monàstica era gelosament vigilant que els bisbes no estenguessin la seva jurisdicció sobre l'abadia. Diversos dels bisbes uniren tots dos càrrecs: Wilcharius (764-780), anteriorment arquebisbe de Vienne, d'on havia estat impulsat pels sarraïns; Sant Alteus, que va rebre del Papa un butlla d'exempció a favor del monestir (780); Aimo II, fill del comte Humbert I de Savoia, que va entretenir el Papa Lleó IX a Saint-Maurice a 1049.

### Els prínceps-bisbes
Vers el 999, l'últim rei de l'Alta Borgonya, Rodolf III, va concedir el comtat de Valais al bisbe Hugo (998-1017); aquesta unió dels poders espirituals i seculars va fer al príncep-bisbe el governant més poderós a la vall del Roina superior, la regió anomenada el Valais. Aquest poder temporal va cessar en 1798, encara que des del segle XVII el títol de príncep s'havia convertit merament honorífic. Prenent això com a base la donació, els bisbes de Sion van estendre el seu poder secular, i la metròpoli religiosa de la vall es va convertir també en el centre polític. No obstant això, la unió dels dos poders van ser la causa dels conflictes violents en els segles següents. En efecte, mentre que la jurisdicció espiritual del bisbe, com a bisbe de Sion, s'estenia sobre tota la vall del Roina per sobre del llac de Ginebra, el comtat de Valais incloïa només la part superior de la vall, arribant a la confluència del Trient i el Roine. Els intents dels bisbes de Sion per portar al seu poder secular més baix al Roine van ser amargs i amb èxit l'oposició dels abats de Saint-Maurice, que havia obtingut grans possessions en el Baix Valais.
El capítol de la catedral està testificat per primera vegada en 1043 i els seus estatuts més antics daten de 1168; l'arxiu capítol és un dels més grans de Suïssa i inclou les actes notarials més antigues del país; el 1919 es va renunciar al dret a elegir els bisbes, seguit per la renúncia del Consell Cantonal de 1929: Jules-Maurici Abbet va ser l'últim bisbe elegit conjuntament per aquestes dues institucions.
Els bisbes medievals de Sion van ser generalment nomenats entre els fills menors de les famílies nobles de Savoia i Valais i, sovint van abocar els recursos de la seue en les baralles d'aquestes famílies. D'altra banda, els bisbes es van oposar vigorosament, com a qüestió de principi, als nobles feudals de Valais, cada un en el seu castell fortificat en les altures rocoses, tractant d'evadir la supremacia del bisbe que era al mateix comte i prefecte del Sacre Imperi. Especialment en els segles xiv i xv, els benefactors d'aquestes lluites tradicionals eren sovint les riques comunitats camperoles de l'Alt Valais, que es va anomenar més tard el sieben Zehnten (els "set dècimes"), que van exigir l'augment dels drets polítics com el preu de suport. Així, el bisbe Guillem IV de Raron (1437-1457) es va veure obligat a renunciar a la jurisdicció civil i criminal sobre el sieben Zehnten pel Tractat de Naters en 1446, mentre que una revolta dels seus subjectes obligà el bisbe de Jost Silinen (1482-1496) a fugir de la diòcesi. Els judicis de les bruixes de Valais, entre 1428 i 1447, van fer estralls a la zona.
Sion i el districte de la regió de Valais estaven constantment impulsats cap a lluites més àmplies. Walter II de Supersaxo (1457-1482) havia participat en les batalles dels suïssos contra Carles el Temerari de Borgonya i el seu aliat, el Duc de Savoia, i en 1475 es va expulsar la Casa de Savoia del Baix Valais.
Vinculat a l'Antiga Confederació Suïssa des del segle xv, la regió de Valais estar durant molt temps dividida entre la part francesa (tipificada per Georg Supersaxo) i l'aliança entre Borgonya i Milà, a la qual un personatge poderós, el cardenal Matthaeus Schiner (1465-1522), bisbe de Sion, havia donat el seu suport. Schiner temia la supremacia francesa prou per posar la força militar de la diòcesi a disposició del Papa i, en 1510, va produir una aliança de cinc anys entre la Confederació Suïssa i l'Església romana, només per acabar com un dels més grans perdedors en el la derrota de suïssa a Marignano en 1515, en la qual el bisbe va lluitar. A canvi del seu suport, Juli II va fer cardenal a Schiner i en 1513 va acceptar el control directe de la seu, que va donar als bisbes de Sion gran part de l'autoritat d'un arquebisbe. La derrota a Marignano i el govern arbitrari dels seus germans van portar a una revolta dels subjectes de Schiner; en 1518 es va veure obligat a fugir de la diòcesi.
Del llibre dels delmes sabem que entre els segles xiv i xv, la diòcesi comptava 66 parròquies, dividides en dos deganats: la de parla alemanya al nord, i el sud, de parla francesa, separades pel riu Sionne. Al final del segle xviii, la diòcesi tenia al voltant de 97 parròquies, dividides en 10 deganats, introduïts en el segle xvii. Va haver-hi poques abadies a la diòcesi; així com les d'Agaunumi Saint-Pierre de Mont-Joux a Bourg-Saint-Pierre, construïda al primer mil·lenni, es documenten altres quatre abadies benedictines al segle xii a Ayent, Granges, Port-Valais i Saint-Pierre-de-Clages.

### La Reforma
Les noves doctrines de la Reforma van trobar poca acceptació al Valais, encara que es van enviar predicadors al cantó des de Berna, Zúric i Basilea. En 1529 el bisbe Adrian I de Riedmatten (1529-1548), el capítol de la catedral, i la sieben Zehnten formaren una aliança amb els cantons catòlics de la Confederació, per mantenir i protegir la fe catòlica contra els esforços dels cantons reformats. A causa d'aquesta aliança Valais va ajudar en l'obtenció de la victòria dels catòlics sobre els seguidors de Zwingli at Kappel am Albis en 1531; aquesta victòria va salvar les possessions restants de l'Església catòlica a Suïssa. Els abats de Sanit-Maurice es van oposar a totes les innovacions religioses amb tanta energia com ho van fer els Bisbes Adrian I de Riedmatten, Hildebrand de Riedmatten (1565-1604), i Adrian II de Riedmatten (1604-1613), de manera que el conjunt de Valais romandre ostensiblement catòlic. Tant Adrian II i el seu successor Hildebrand Jost (1613-1638) van estar novament involucrats en disputes amb el sieben Zehnten pel que fa a l'exercici dels drets de la supremacia secular, que finalment es van establir en 1630, quan els bisbes van renunciar al seu domini territorial.
En aplicació de les decisions del Concili de Trento, els bisbes estaven compromesos durant els segles xvii i xviii per visitar amb freqüència assídua les parròquies de la diòcesi. El 1748 el bisbe Johann Jakob Blatter va construir el seminari diocesà al convent de Géronde.

### L'impacte de la Revolució Francesa
El poder secular dels bisbes va arribar a la seva fi amb la Revolució Francesa. En 1798 Valais, després d'una lluita heroica contra la supremacia de França, es va incorporar a la República Helvètica, i el bisbe John Anthony Blatter (1790-1817) es va retirar a Novara. En 1802 la Constitució cantonal va tornar a reconèixer la religió catòlica com la religió d'estat.
Durant el domini de Napoleó Valais es va separar de Suïssa en 1802 com la República Rhodanica, i en 1810 va ser annexat per França. La major part dels monestirs van ser suprimits.

### Seglexix
El 1814 Valais es va treure la supremacia francesa, quan els aliats van entrar al territori; en 1815 es va unir a Suïssa com un dels cantons. Com a compensació parcial per la pèrdua del seu poder secular, el bisbe va rebre un lloc d'honor a la dieta cantonal i el dret a quatre vots. Sovint sorgiren diferències relatives com la Constitució de 1815 del cantó que va donar a l'Alt Valais el predomini polític en el govern cantonal, tot i que la seva població era menor que la del Baix Valais. Això va donar lloc el 1840 a una guerra civil amb el Baix Valais, on el partit "Jove Suïssa", hostil a l'Església, tenia el control.
El partit amistós a l'Església conquerit, és cert, i la influència de l'Església sobre l'ensenyament va ser, en un primer moment, conservada, però a causa de la derrota de la Sonderbund, amb la qual Valais s'havia unit, el 1847 va obtenir el control un govern radical. La nova administració alhora es va mostrar hostil a l'Església, es secularitzaren moltes propietats de l'Església, i es van retorçar grans sumes de diners del bisbe i monestirs. Quan en 1856 el partit moderat va guanyar les eleccions cantonals, es van iniciar negociacions amb el bisbe Peter Joseph von Preux (1843-1875), i es van restaurat les relacions amistoses entre la diòcesi i el cantó. En 1880 les dues potències van arribar a un acord pel que fa a les terres preses a l'Església en 1848; d'aquestes, aquelles que no s'havien venut, van ser retornades als seus usos originals.
El 1822 Sion incorporà les parròquies de Zwischbergen i Simplon (Valais), que pertanyien a la diòcesi de Novara; d'aquesta manera la diòcesi arribà als límits actuals. No obstant això, la controvertida qüestió de les fronteres i competències entre la diòcesi de Sió i l'abadia d'Agaunum van ser resoltes finalment pel Papa Pius XI l'11 d'octubre de 1933 amb la butlla Pastoralis cura.

### La història recent
En els temps moderns, el bisbe i el govern han estat en termes amistosos, en virtut de la Constitució de 1907 que, si bé declarà la religió catòlica com la religió del cantó, va prohibir qualsevol unió de les funcions espirituals i seculars.
A la diòcesi, a Ecône, es troba la casa mare i el seminari de la Fraternitat Sacerdotal de Sant Pius X, fundada per l'arquebisbe Marcel Lefebvre.
El 1984 es va obrir a les instal·lacions del palau episcopal, construït en 1838, el museu Diocesà i tresor de la catedral. [3]

## Episcopologi
Els estudis duts a terme a la segona meitat del segle xix, en particular les de Jean Gremaud, han demostrat que l'antiga llista episcopal de Sio, reportat per Gallia christiana, és relativament nou i encara no anterior del segle xvi, no es refereix a qualsevol tradició segura, conté errors obvis, i molts noms de bisbes espuris.

### Bisbes d'Octodurus
- Teodulo o Teodoro † (abans del 381 - després del 390)[7]
- Salvio † (citat el 450 aproximadament)
- Protasio I † (citat el 490 aproximadament)[8]
- Costanzo † (citat el 517)
- Rufo † (abans del 541 - després del 549)
- Agricola † (citat el 565)

### Bisbes de Sion
- Sant Eliodoro † (citat el 585)[9]
- Rustico ? † (citat el 602/603)
- Leudemondo † (abans del 613 - després del 614)
- Dracoaldo † (citat el 614 ?)[10]
- Protasio II † (citat el 650)[11]
- Sant Amato † (vers 660 - 690 mort)[12]
- Vilicario[13] † (abans del 762 - després del 765)
- Sant Alteo † (finals del segle viii)
- Adalongo † (primer quart del segle ix)
- Eiminio † (citat ell'825)[14]
- Gualtiero † (abans del l'877 - dopo l'899/910)
- Asmundo † (citat el 932)
- Vulfino †
- Manfredo ? † (citat el 940 aproximadament)
- Vultcherio † (segle x)[15]
- Amizone † (abans del 983 - després del 984 o 985)
- Hugues † (abans del 993/994 - després del 1018/1020)
- Eberhard de Bourgogne † (segle xi)
- Aymon di Savoia † (abans del 1034 - 13 de juliol de 1054 mort)
- Ermenfroi † (vers 1054/1055 - després del 1087)[16]
- Gausbert † (? - abans del 1092 mort)
- Vilenc de Faucigny † (abans del 1107 - després del 1116)
- Boson † (abans del 1135 - abans del 1138 mort)
- Sant Guérin de Sion † (vers 8 de març de 1138 - 27 d'agost de 1150 mort)
- Louis † (1150 - vers 1162 mort)
- Amédée de la Tour † (1162 - després del 1168)
- Conon † (abans del 1179 - després del 1181)
- Guillaume † (abans del 1184 - 9 o 10 de juliol de 1196 mort)
- Nantelme d'Ecublens † (1196 - 12 de maig de 1203 mort)
- Guillaume de Saillon † (vers 1203 - 3 de juliol de 1205 mort)
- Landric de Mont † (vers 1206 - abans del 10 d'abril de 1237 renuncià)
- Boson de Granges † (de novembre de 1237 - 31 de gener de 1243[17] mort)
- Heinrich von Raron † (1243 - 19 d'abril de 1271 mort)
- Rodolfo di Valpelline † (de juny de 1271 - de juliol de 1273 mort)
- Pierre d'Oron † (de desembre de 1273 - 18 de febrer de 1287 mort)
  - Sede vacante (1287-1290)
- Boniface de Challant † (15 de desembre de 1289 - 18 de juny de 1308 mort)
- Aymon de Châtillon † (de juliol de 1308 - 16 de juliol de 1323 mort)
- Aymon de la Tour † (23 de novembre de 1323 - 24 d'abril de 1338 mort)
- Philippe de Chambarlhac † (22 de maig de 1338 - 25 de setembre de 1342 nomenat arquebisbe de Nicosia)
- Guichard Tavel † (25 de setembre de 1342 - 8 d'agost de 1375 mort)
- Edoardo di Savoia-Acaia † (27 de novembre de 1375 - 21 de febrer de 1386 nomenat arquebisbe de Tarantasia
  - Guillaume de la Beaume † (27 d'abril de 1386 - ? mort) (obediència avinyonesa)
  - Humbert de Billens † (7 de febrer de 1389 - 28 de novembre de 1392) (obediència avinyonesa)
- Henri de Blanchis de Vellate † (abans del febrer de 1389 - 16 de juliol de 1393 renuncià)
- Wilhelm von Raron I † (23 de gener de 1394 - 27 de maig de 1402 mort)
- Wilhelm von Raron II † (12 de juliol de 1402 - 1417 expulsat)
  - Andrea dei Benzi di Gualdo † (6 de juny de 1418 - 20 d'abril de 1431 nomenat bisbe) (administrador apostòlic)
- Andrea dei Benzi di Gualdo † (20 d'abril de 1431 - 17 d'abril de 1437) mort)
- Wilhelm von Raron III † (2 de juny de 1437 - 30 de gener de 1451 mort)
- Guillaume-Hugues d'Estaing † (1 de març de 1451 - 11 de setembre de 1454 renuncià)
- Heinrich Asperling † (26 d'agost de 1454 - 15 de desembre de 1457 mort)
- Walther Supersaxo von der Fluhe † (28 de febrer de 1458 - 7 de juliol de 1482 mort)
- Jost von Silenen † (2 d'agost de 1482 - 15 d'abril de 1496 expulsat)
- Niklaus Schiner † (31 d'agost de 1496 - 30 d'agost de 1499 renuncià)
- Matthäus Schiner † (20 de setembre de 1499 - 30 de setembre de 1522 mort)
  - Paolo Emilio Cesi † (12 de novembre de 1522 - 8 de setembre de 1529 renuncià) (administrador apostòlic)
- Adrian von Riedmatten I † (15 de maig de 1542 - 17 de març de 1548 mort)
- Johannes Jordan † (13 de juny de 1548 - 12 de juny de 1565 mort)
- Hildebrand von Riedmatten † (20 de febrer de 1568 - 4 de desembre de 1604 mort)
- Adrian von Riedmatten II † (19 de desembre de 1605 - 8 d'octubre de 1613 mort)
- Hildebrand Jost † (6 de setembre de 1614 - 16 de maig de 1638 mort)
  - Bartholomäus Supersaxo von der Fluhe † (6 de juny de 1638 - 16 de juliol de 1640 mort) (bisbe electe)
- Adrian von Riedmatten III † (25 d'octubre de 1642 - 19 de setembre de 1646 mort)
- Adrian von Riedmatten IV † (22 d'agost de 1650 - 14 d'agost de 1672 mort)
- Adrian von Riedmatten V † (26 de juny de 1673 - 20 de maig de 1701 mort)
- Franz Josef Supersaxo von der Fluhe † (12 de juny de 1702 - 1 de maig de 1734 mort)
- Johann Jakob Blatter † (27 de setembre de 1734 - 19 de gener de 1752 mort)
- Johann Hildebrand Roten † (18 de desembre de 1752 - 19 de setembre de 1760 mort)
- Franz Friedrich Am Buel † (25 de maig de 1761 - 11 d'abril de 1780 mort)
- Franz Melchior Zen Ruffinen † (18 de setembre de 1780 - 14 de juny de 1790 mort)
- Joseph Anton Blatter † (29 de novembre de 1790 - 19 de març de 1807 mort)
- Joseph François Xavier de Preux † (24 de maig de 1807 - 1 de maig de 1817 mort)
- Augustin-Sulpice Zen-Ruffinen † (25 de maig de 1817 - 21 de desembre de 1829 mort)
- Moritz-Fabian Roten † (21 de març de 1830 - 11 d'agost de 1843 mort)
- Peter-Josef de Preux † (8 de novembre de 1843 - 15 de juliol de 1875 mort)
- Adrian Jardinier † (19 d'agost de 1875 - 26 de febrer de 1901 mort)
- Jules-Maurice Abbet † (26 de febrer de 1901 - 11 de juliol de 1918 mort)
- Viktor Bieler † (26 de maig de 1919 - 19 de març de 1952 mort)
- François-Nestor Adam † (8 d'agost de 1952 - 22 de juny de 1977 jubilat)
- Henri Schwery (22 de juliol de 1977 - 1 d'abril de 1995 renuncià)
- Norbert Brunner (1 d'abril de 1995 - 8 de juliol de 2014 renuncià)
- Jean-Marie Lovey, C.R.B., des del 8 de juliol de 2014

## La biblioteca del capítol de la catedral
La biblioteca de Sion és coneguda sobretot pels seus 120 còdexs medievals, que daten de mitjan segle ix fins a finals del segle xv, alguns ricament il·luminats, publicada per Josef Leisibach i Albert Jörger. La biblioteca estava a cura del sagristà del capítol de canonges de la catedral. També era ser responsable de la seguretat del tresor.
Des del segle xii, el capítol va ser responsable de la cancelleria del bisbe i mantenia els arxius; sens dubte, existia un modest scriptorium.
La biblioteca es va enriquir amb les donacions dels canonges i al segle xv dels bisbes: Guillaume VI de Rarogne (1437-1451), Jost de Silenen (1482-1496) i, sobretot Walter Supersaxo (1457-1482) que posseïa una rica biblioteca sobre dret canònic.

## Demografia
A finals del 2014 la diòcesi tenia 247.700 batejats sobre una població de 322.000 persones, equivalent al 76,9% del total.
| any  | població | població | població | sacerdots | sacerdots       | sacerdots       | sacerdots             | diaques | religiosos | religiosos | parròquies |
| ---- | -------- | -------- | -------- | --------- | --------------- | --------------- | --------------------- | ------- | ---------- | ---------- | ---------- |
| any  | batejats | total    | %        | total     | clergat secular | clergat regular | batejats per sacerdot | diaques | homes      | Dones      |            |
| 1950 | 145.000  | 150.000  | 96,7     | 405       | 259             | 146             | 358                   |         | 228        | 614        | 145        |
| 1970 | 190.800  | 215.000  | 88,7     | 463       | 276             | 187             | 412                   |         | 187        | 950        | 150        |
| 1980 | 212.000  | 240.000  | 88,3     | 431       | 231             | 200             | 491                   |         | 268        | 800        | 154        |
| 1990 | 215.500  | 248.400  | 86,8     | 380       | 201             | 179             | 567                   | 1       | 267        | 652        | 154        |
| 1999 | 225.562  | 270.982  | 83,2     | 312       | 166             | 146             | 722                   | 13      | 203        | 387        | 158        |
| 2000 | 225.562  | 270.982  | 83,2     | 303       | 153             | 150             | 744                   | 12      | 205        | 377        | 158        |
| 2001 | 225.562  | 270.982  | 83,2     | 290       | 158             | 132             | 777                   | 12      | 186        | 374        | 158        |
| 2002 | 225.562  | 270.982  | 83,2     | 289       | 156             | 133             | 780                   | 13      | 177        | 354        | 158        |
| 2003 | 225.133  | 296.057  | 76,0     | 274       | 151             | 123             | 821                   | 14      | 172        | 348        | 158        |
| 2004 | 225.133  | 296.057  | 76,0     | 263       | 147             | 116             | 856                   |         | 150        | 345        | 158        |
| 2010 | 235.735  | 309.202  | 76,2     | 233       | 139             | 94              | 1.011                 | 16      | 122        | 326        | 158        |
| 2014 | 247.700  | 322.000  | 76,9     | 223       | 136             | 87              | 1.110                 | 17      | 113        | 281        | 157        |